# Книпович, Николай Михайлович
Никола́й Миха́йлович Книпо́вич (25 марта (6 апреля) 1862 год, Свеаборг, Великое княжество Финляндское — 23 февраля 1939 года, Ленинград) — русский и советский зоолог, ихтиолог, гидробиолог и гидролог, почётный член Академии наук СССР (1935, член-корреспондент 1927).

## Биография
Отец — М. М. Книпович, военный врач, литовец по национальности, из крестьян Ковенской губернии; мать — А. Ф. Книпович, урожденная Моллер, из дворян. Рано, в 1880 году, лишившийся матери воспитывался старшей сестрой Лидией. Старший брат — Фёдор Михайлович Книпович.
Окончил гельсингфорсскую гимназию (1880), затем физико-математический факультет Петербургского университета (1885) и был оставлен при университете для подготовки к профессорскому званию.
В 1887 году был арестован за участие в социал-демократической группе Д. Благоева, в которую он вступил в начале 1886 года. Пять лет состоял под надзором полиции.
С 1887 года Н. М. Книпович работал на биологической станции на Соловецких островах Белого моря, где собрал материалы для магистерской диссертации об усоногих рачках Ascothoracidae — паразитах морских звезд.
Защитил диссертацию «Материалы к познанию группы Ascothoracida» в 1892 году. В 1893 году вернулся в Петербургский университет в качестве приват-доцента. В 1894 году Николай Михайлович Книпович поступил на службу в Зоологический музей Академии.

Могила Книповича

Член комиссии по организации Русской полярной экспедиции.
Изучал фауну и физическую географию Белого моря. Был во главе экспедиции, снаряженной в 1897 году на Мурманский берег для научно-промысловых исследований (1898—1901).
Владел квартирой и дачей в Финляндии (в Сейвасто, ныне Озерки), на которой в июне 1907 года гостил В. И. Ленин с супругой. Сестра Книпович Лидия Михайловна (1857—1920) — революционерка-большевичка. В. И. Ленин хорошо лично знал Н. М. Книповича и характеризовал его не только как научную силу первого ранга, но и как безусловно честного человека.
Под руководством Н. М. Книповича работала Азовско-черноморская научно-промысловая экспедиция (1922—1928 годы), которая определила многие факты гидрографии черноморского бассейна.
Скончался 23 февраля 1939 года в  Ленинграде от сердечного приступа и был похоронен на Смоленском православном кладбище. Позже прах перезахоронили на Литераторские мостки.
Автор 164 печатных работ и около двухсот статей, размещённых на страницах Энциклопедического словаря Брокгауза и Ефрона.

## Память
- В честь Н. М. Книповича — члена комиссии Академии наук по снаряжению РПЭ — Толль назвал бухту, на мысе в которой 15 октября 1900 г. устроил во время похода с А. В. Колчаком продовольственный склад, сначала ошибочно приняв оную за фьорд Гафнера[7].
- В схеме течений Чёрного моря выделяются два огромных замкнутых круговорота. В честь Николая Книповича, который первым описал эту схему, её назвали «Очки Книповича»
- В Мурманске в честь Книповича названа одна из улиц города.
- Полярный научно-исследовательский институт морского рыбного хозяйства и океанографии имени Н. М. Книповича
- Подводный хребет Книповича в Северном Ледовитом океане (с 1961 года).
- Моторно-парусный бот «Николай Книпович». 1928 г.
- Род рыб семейства бычковых Knipowitschia
- мыс Книпович, самая северная точка острова Виктория[8].
- гора в Антарктиде (Земля Эндерби; открыта и нанесена на карту в 1962 г., название присвоено не позже 1965 г.)[8].
- залив Книповича (Карское море, залив Таймырский, обследован в 1901 г. Русской полярной экспедицией)[8].
- залив Книповича (Карское море, архипелаг Новая Земля, описан в 1924 году, тогда же присвоено название)[8].
- Траулер (1960) и научно-промысловое судно «Академик Книпович» 1964 г.
- Сейнер «Профессор Книпович» 1951 г.[9]

## Основные труды
- К вопросу о зоогеографических зонах Белого моря // Вестник естествознания. 1891. — 6/7. С. 201—206.
- Взаимоотношение организмов между собой и с окружающим миром // Итоги науки в теории и практике. Т. 6, кн. 17. М. : Мир, 1912. С. 385—469.
- Каспийское море и его промыслы. — Берлин : ГИЗ РСФСР, 1923. — 87 с.
- Распределение жизни в Чёрном море // Русский гидробиологический журнал. 1924. Т. 3, 8/10. С. 199—204.
- К вопросу о границах «живой» и «мертвой» области Чёрного моря // Изв. Центр. гидрометеорол. бюро. 1925. Вып. 4. С. 39—44.
- Гидрология и промысловое дело // Исслед. морей СССР. 1930. Вып. 11. С. 21—35.
- Гидрология морей и солоноватых вод (в применении к промысловому делу). М. ; Л. : Пищепромиздат, 1938. 513 с.

## Адреса
- 1896 — 1909 — Санкт-Петербург, Колпинская улица 1.
- 1909 — 1939 — Санкт-Петербург, Гатчинская улица, дом 27-29.